# おはじき
おはじき（お弾き、御弾き）とは、玩具の一種。ガラスでできた平たい玉が一般的となっており、遊戯用・学習用に用いることができる。直径は12mm程度。ガラス玉では、透明色のものや小さい模様の入ったものもあり、緑や赤、青、黄色など様々な色がある。さらに大きさにも大小あり、種類は多い。

## 歴史
おはじき遊びは奈良時代に中国から伝わったとされ、平安時代には宮中でも遊ばれていたという。遊具としては、古くは小石や貝殻、また木の実などが利用された。ガラス製のおはじきが普及したのは明治時代の後期に入ってからのことで、江戸時代においてはキサゴと呼ばれる巻き貝などが使われ、男児が行うメンコなどの攻撃的な遊びと違い静かな女児の遊びとされた。第二次世界大戦以後、プラスチック製のおはじき（「花はじき」など）も登場し、ままごとや算数の学習用などにも使用されている。

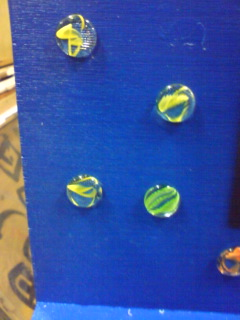
ソーダガラスによるおはじきの例

## 遊び方
自分のおはじきをひとつずつ相手のおはじきへはじき当てる方法が一般的。はじき当てた場合、その当てたおはじきは自分のものとなり、最終的に手に入れたおはじきの数を競い合う。
また、任意で決めた区画内へおはじきをはじいて入れたり、またその逆に区画外へはじき出したりして遊ぶ場合もある。
門くぐり・おはじきとおはじきの間を通す遊び
遊び方は地方によってオリジナリティーがあり、同じような遊び方であっても、はじいたときに起こることのルールが少しずつ違うことも多い。